# Ziarnojadek wąsaty
Ziarnojadek wąsaty (Sporophila lineola) – gatunek małego ptaka z rodziny tanagrowatych (Thraupidae), zamieszkujący Amerykę Południową. Nie jest zagrożony.

## Systematyka
Gatunek ten jako pierwszy opisał naukowo Karol Linneusz w 1758 roku, nadając mu nazwę Loxia Lineola. Opis ukazał się w 10. edycji Systema Naturae. Jako miejsce typowe autor błędnie wskazał Azję, obecnie uznawany jest za nie stan Bahia w Brazylii. Obecnie ziarnojadek wąsaty jest umieszczany w rodzaju Sporophila. Nie wyróżnia się podgatunków. Blisko spokrewniony z ziarnojadkiem łuskowanym (S. bouvronides), klasyfikowanym dawniej jako jego podgatunek.

## Morfologia
Niewielki ziębopodobny ptak o krótkim i silnym dziobie oraz czarnych oczach. Samce mają czarną głowę z dużymi i szerokimi białymi policzkami oraz białym paskiem ciągnącym się od dzioba po wierzchołek głowy, czarny grzbiet, skrzydła i ogon oraz biały spód ciała. Samice są oliwkowo-brązowe na grzbiecie i bladożółtawe w spodniej części ciała, mają matowy żółtawy dziób. Są identyczne jak samice ziarnojadka łuskowanego i w zasadzie nie ma możliwości ich rozróżnienia w terenie, chyba że towarzyszą im samce.
Długość ciała 10–11 cm; masa ciała 7,5–12 g.

## Zasięg występowania
Ziarnojadek wąsaty w sezonie lęgowym tworzy dwie osobne populacje, pierwsza rozmnaża się w północno-wschodniej Brazylii, a druga w południowo-wschodniej Boliwii, Paragwaju, północnej Argentynie (na południe po San Miguel de Tucumán, Santiago del Estero i Santa Fe, także w Misiones) i południowej Brazylii. Poza sezonem lęgowym migruje do całej północnej i środkowej Ameryki Południowej: Gujany, Kolumbii, Peru, Ekwadoru, Wenezueli, Surinamu, Gujany Francuskiej i większości Brazylii. Zabłąkane osobniki obserwowano w Panamie. Występuje do wysokości 1200 m n.p.m.

## Ekologia
Jego głównym habitatem są zarośla na obrzeżach lasów, zarośla nadrzeczne oraz różne typy obszarów trawiastych, w północno-wschodniej Brazylii głównie caatinga. Często jest spotykany w dużych stadach, głównie w czasie migracji. Żywi się ziarnami traw.
Sezon lęgowy populacji z północno-wschodniej Brazylii trwa od marca do czerwca, a populacji południowej od listopada do lutego. Budową gniazda oraz inkubacją jaj zajmuje się wyłącznie samica. Samiec zajmuje się obroną terytorium oraz pomaga w karmieniu piskląt, przez znaczną część dnia śpiewa z gałęzi pobliskiego drzewa. Małe gniazdo w kształcie niskiej filiżanki i cienkich, prześwitujących ściankach umieszczone jest wśród gałęzi drzewa lub krzewu. Zbudowane jest głównie z łodyg traw i korzonków; materiałem spajającym oraz mocującym gniazdo do gałęzi są pajęczyny. Zawsze budowane jest nowe gniazdo, choć niekiedy wykorzystywana jest część budulca ze starego gniazda. W zniesieniu zwykle 2 jaja, rzadziej 3, sporadycznie 4. Jaja są białawe, w różnym stopniu pokryte ciemnobrązowym plamkowaniem. Inkubacja trwa 10–12 dni. Pisklęta są w pełni opierzone po około 10 dniach od wyklucia. W przypadku niepowodzenia lęgu, ptaki wyprowadzają kolejny, maksymalnie odnotowano cztery lęgi w sezonie. Czasami para wyprowadza kolejny lęg, gdy poprzedni zakończył się pomyślnie.

## Status
W Czerwonej księdze gatunków zagrożonych IUCN ziarnojadek wąsaty od 1988 roku klasyfikowany jest jako gatunek najmniejszej troski (LC, Least Concern). Liczebność populacji nie została oszacowana, ale ptak ten opisywany jest jako pospolity. Ze względu na brak widocznych zagrożeń organizacja BirdLife International uznaje trend liczebności populacji za stabilny.